# Geisterfänger

Serienlogo

Geisterfänger war eine Grusel- bzw. Horror-Heftromanreihe aus dem Kelter Verlag, die aus Neudrucken bekannter Texte bestand.
Die Romanreihe war als Geisterjäger angekündigt worden; der Titel wurde kurz vor Erscheinen geändert. In der Reihe erschienen vom 7. März 2006 bis 23. Januar 2007 vierundzwanzig Hefte; alle Bände waren Nachdrucke.
Kritik erregte die Veröffentlichungspolitik. Neben die einzelnen Romanen aus anderen Reihen wie Gespenster-Krimi (3 Bände), Vampir-Horror-Roman (2 Bände) sowie als Geister-Krimi (18 Bände) wurden auch Subserien ohne Rücksicht auf deren Reihenfolge erneut aufgelegt. So erschienen aus der Subserie Ralf Arius nur ein Band – der ursprünglich vierte. Zudem erschien auch von einem Zweiteiler aus dem Vampir-Horror-Roman nur der zweite Teil.
Die Autoren bekamen teils ihr jeweils bekanntestes Pseudonym, anstatt des vormals beim Kelter Verlag verwendeten (zum Beispiel A.F. Morland statt Edgar Tarbot).

## Quelle
- Geisterfänger bei Groschenhefte.de